# Luciana Sandoval
Luciana José Sandoval (San Salvador, 17 de noviembre de 1980), más conocida como Luciana Sandoval, es una presentadora, locutora y modelo salvadoreña. Representó a su país en varios certámenes de belleza en Colombia y Filipinas.

## Biografía
Luciana Sandoval nació en San Salvador, el 17 de noviembre de 1980. Inició su carrera a las 13 años en los medios artísticos como bailarina en el grupo de danza "Ballet Teatro Mauricio Bonilla" luego representó a su país natal de El Salvador en varios certámenes de belleza en Estados Unidos, Colombia, Filipinas entre otros países. Se graduó de bachillerato del Colegio San Pablo en 1999. Inició estudios de Licenciatura en Ciencias de la Comunicación en la Universidad "Dr. José Matías Delgado".
Incursionó a la televisión por primera vez en 2003 el programa Hola El Salvador  de Canal 12 para luego cambiarse en el 2005 a Telecorporación Salvadoreña (TCS) como conductora de la revista matutina Viva La Mañana donde trabaja actualmente. Ha conducido varios otros proyectos de esta empresa, tales como los reality shows Bailando y Cantando por un sueño, la Teletón El Salvador, Nuestra Belleza El Salvador, entre otros. 
En el 2012 fue invitada por el programa del reconocido entrevistador Ismael Cala en la cadena CNN en Español y trabaja con UNICEF, Olimpiadas Especiales y Plan International.